# Raivo Aeg
Raivo Aeg, född 4 juli 1962 i dåvarande Kingissepa, Estniska SSR, (nuvarande Kuressaare på Ösel), är en estnisk tidigare polistjänsteman och konservativ politiker för partiet Isamaa. Han var från 29 april 2019 till 26 januari 2021 Estlands justitieminister i Jüri Ratas andra regering.
Aeg är uppväxt på Ösel och studerade därefter vid Tallinns polytekniska institut, där han tog examen 1985. Han arbetade efter Estlands självständighet inom polisen på Ösel och gjorde karriär inom polisväsendet. 2004 utsågs han till biträdande chef för säkerhetspolisen, Kaitsepolitseiamet.
Aeg utsågs 2005 av regeringen till Estlands nationella polischef och var 2008 till 2013 chef för säkerhetspolisen. Han blev 2014 medlem i Isamaa och valdes första gången in i Riigikogu 2015, samt var 2017–2019 även medlem av Tallinns stadsfullmäktige.